# Mercedes Ruehl
Mercedes Ruehl, född 28 februari 1948 i Jackson Heights i Queens i New York, är en amerikansk skådespelare som 1991 belönades med en Oscar för bästa kvinnliga biroll i Fisher King.
Hon är gift med konstnären David Geiser och de har en adopterad son, Jake, tillsammans. Hon fick på 1970-talet en son, Christopher, som hon adopterade bort. Christopher är gudfar till Jake .

## Filmografi, i urval
- 1988 – Big
- 1988 – Gift med maffian
- 1991 – Fisher King
- 1993 – Den siste actionhjälten
- 2002 – Widows (TV-serie)